# ذا إنتربريتر

ذا إنتربريتر (بالإنجليزية:The Interpreter)، هي فيلم بريطاني من نوع أكشن وجريمة، أنتجت سنة 2005، من بطولة نيكول كيدمان وسيان بين وكاترين كينير، وتدور القصة حول قيام ميليشيات الرئيس لجمهورية ماتوبو «دولة تخيلية» في أفريقيا، بقيام جريمة قتل ضد المواطنين البيض والسود، فتقوم نيكول كيدمان في دور سيليفا بروم بمحاولة قتل الرئيس في مدخل الأمم المتحدة، ولكن نجحت في إحالة رئيس ماتوبو إلى محكمة الجنايات لارتكاب جرائم الحرب ضد الإنسانية.

## التشابه بين الفيلم والواقع
تشابه الفيلم بالواقع بين ذا إنتربريتر ورئيس زيمبابوي روبرت موجابي، حيث منع الفيلم من العرض داخل زيمبابوي، وكذلك شبه تماما للعلم بين علم ماتوبو وعلم زيمبابوي.

## مطالبات سياسية
طالبت كل من أستراليا ونيوزلندا بمحاكمة روبرت موجابي بتهمة ارتكاب جرائم حرب، علما بأن موجابي حكم البلاد منذ 20 عاما.

## وصلات خارجية
- الموقع الرسمي
- ذا إنتربريتر على موقع IMDb (الإنجليزية)
- ذا إنتربريتر على موقع ميتاكريتيك (الإنجليزية)
- ذا إنتربريتر على موقع الموسوعة البريطانية (الإنجليزية)
- ذا إنتربريتر على موقع روتن توميتوز (الإنجليزية)
- ذا إنتربريتر على موقع نتفليكس (الإنجليزية)
- ذا إنتربريتر على موقع قاعدة بيانات الأفلام العربية
- ذا إنتربريتر على موقع ألو سيني (الفرنسية)
- ذا إنتربريتر على موقع Turner Classic Movies (الإنجليزية)
- ذا إنتربريتر على موقع أول موفي (الإنجليزية)
- ذا إنتربريتر على موقع بوكس أوفيس موجو (الإنجليزية)
- Comments of UN Secretary-General Kofi Annan o n 'The Interpreter'
- Reception Held at UN Headquarters for Film "The Interpreter", UN.org, April 23, 2004, retrieved on May 31, 2007
- Press Conference: Filming of "The Interpreter" at UN Headquarters, UN.org, March 9, 2004, retrieved on May 31, 2007
- Dialogue transcript of The Interpreter